# Mykwa w Spirze

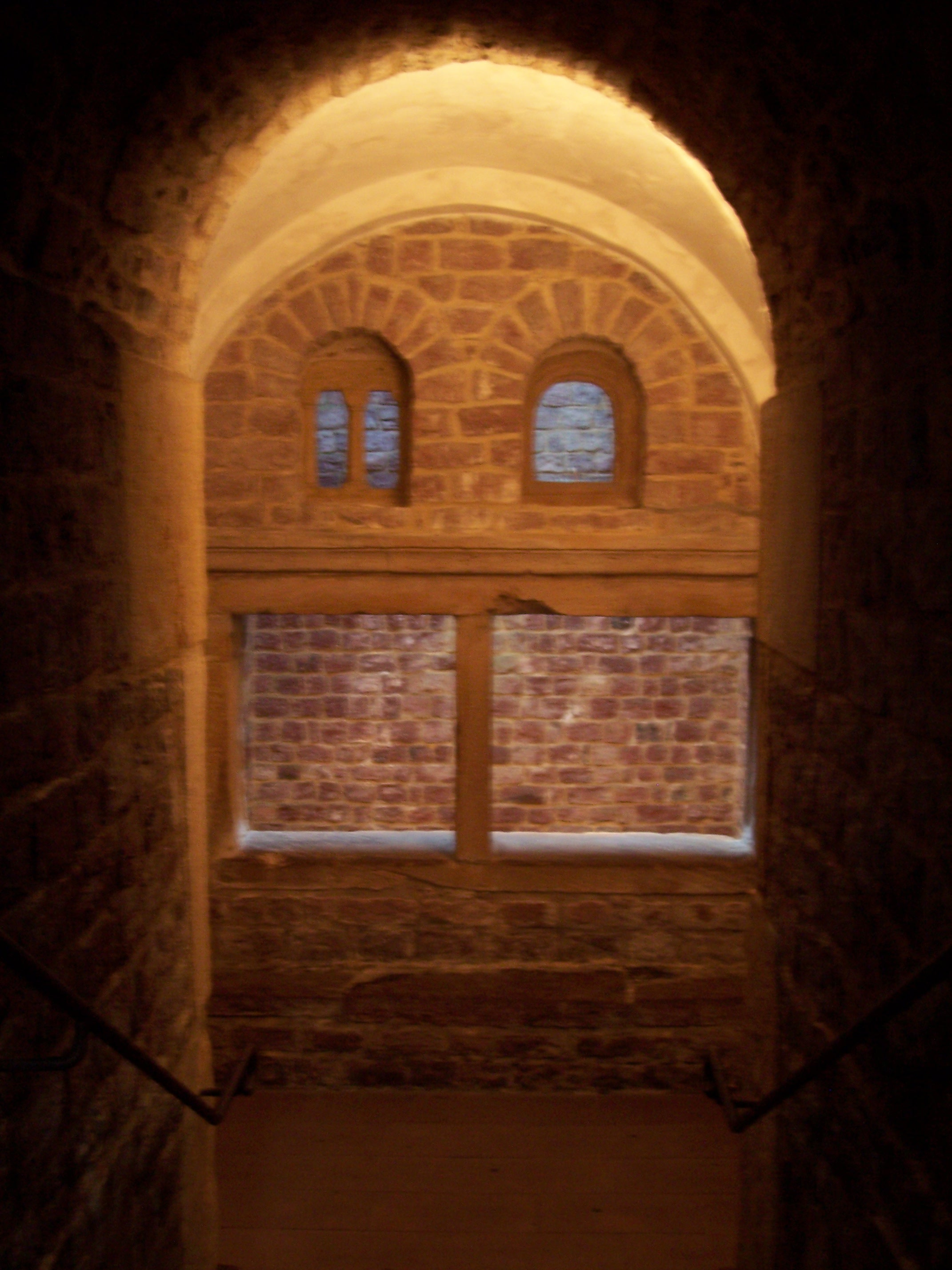
Wnętrze budowli

Mykwa w Spirze − mykwa znajdująca się w Spirze, powstała w 1128 roku. Wykorzystywana przez lokalną społeczność żydowską do 1534, kiedy Żydzi zostali wygnani z miasta. Synagoga, do której dołączona była mykwa, została wtedy uszkodzona, a całkowicie zniszczono ją w 1689, podczas wojny o sukcesję w Palatynacie. Mykwa jednak uniknęła całkowitego zniszczenia.